# Bear River
Bear River és un petit poble canadenc situat al naixement del riu Bear. El mateix riu és la frontera entre els comtats d'Annapolis i Digby, a Nova Escòcia amb el qual mig poble està en un comtat i l'altre mig a l'altre.
Bear River té una història de construcció de vaixells a finals del segle xix i és conegut popularment com la Suïssa de Nova Escòcia degut als turons que rodegen el poble.
Aquest poble és també conegut per ser una zona vitícola i per la seva pròspera comunitat artística, la més gran per capita de Nova Escòcia.